# Le Roi de la jungle (film, 1969)
Pour les articles homonymes, voir Le Roi de la jungle.
Pour plus de détails, voir Fiche technique et Distribution.
Le Roi de la jungle (espagnol : Tarzán en la gruta del oro ; italien : Zan, re della giungla) est un film d'aventures italo-espagnol réalisé par Manuel Caño et sorti en 1969.

## Synopsis
Une tribu d'amazones demande l'aide de Tarzan pour empêcher deux criminels de s'emparer de leur trésor sacré.

## Fiche technique
- Titre français : Le Roi de la jungle[1]
- Titre original espagnol : Tarzán en la gruta del oro
- Titre italien : Zan, re della giungla
- Réalisation : Manuel Caño
- Scénario : Umberto Lenzi, Santiago Moncada, Joaquín Romero Hernández
- Photographie : Guglielmo Mancori
- Montage : Mercedes Alonso
- Musique : Marcello Giombini
- Production : Lou Tillman
- Sociétés de production : New Era Production, Pan Latina Films, Tritone Cinematografica
- Format : couleurs par Eastmancolor - 2,35:1 - Son mono - 35 mm
- Pays de production :  Espagne -  Italie
- Langue originale : espagnol, italien
- Genre : film d'aventures
- Durée : 95 minutes
- Dates de sortie : 
  - Italie : 12 juin 1969
  - Espagne : 22 décembre 1969
  - France : 25 novembre 1970

## Distribution
- Stjepan Šipek (sh) (sous le nom de « Steve Hawkes ») : Tarzán / Zan
- Kitty Swan : Reine des Amazones
- Krista Nell (sous le nom de « Doris Cristanel ») : Mary
- Ugo Sasso : Bill
- Jesús Puente : Julius
- Luis Marín : Robert
- Fernando Sancho : propriétaire de l'hôtel
- Raf Baldassarre :
- Antonio Casas : Red Sullivan
- Carlos Alberto Badías :

## Accueil critique
« Tarda e trascurabile divagazione italo-spagnola sul mito di Tarzan che intreccia reminiscenze da peplum di Ercole e Maciste anni '60 [...] con i temi delle civiltà perdute nelle giungle inesplorate. Ravvivato appena da un finale che richiama vagamente la beffarda conclusione del Tesoro della Sierra Madre, Zan, re della giungla è un Tarzan apocrifo che in alcune edizioni è sbrigativamente ribattezzato Zan per aggirare possibili vertenze in materia di diritti d'autore sulle opere ispirate ai romanzi di Edgar Rice Burroughs. »
— Fantafilm

« Une digression italo-espagnole tardive et négligeable sur le mythe de Tarzan qui entremêle des réminiscences de péplum d'Hercule et de Maciste des années 1960 [...] avec des thèmes de civilisations perdues dans des jungles inexplorées. À peine égayé par une fin qui rappelle vaguement une conclusion parodique du Trésor de la Sierra Madre, Le Roi de la jungle est un Tarzanide qui, dans certaines versions, est hâtivement rebaptisé Zan pour contourner d'éventuels litiges en matière de droits d'auteur sur les œuvres inspirées des romans d'Edgar Rice Burroughs. »